# Щ-422
Щ-422 (до июня 1939 — Щ-314, до 17 июня 1939 — Щ-406) — советская дизель-электрическая торпедная подводная лодка времён Второй мировой войны, принадлежит к серии X проекта Щ — «Щука». Входила в состав Балтийского флота и Северного флота.

## История строительства
Лодка была заложена 15 декабря 1934 года на Коломенском паровозостроительном заводе. 7 мая 1936 года передана для достройки заводу № 112 «Красное Сормово» в Горьком из деталей, изготовленных на Коломенском заводе имени Куйбышева под строительным номером 84 и названием Щ-314, спущена на воду 12 апреля 1935 года. 5 декабря 1937 года вступила в строй, 6 декабря вошла в состав Балтийского флота ВМФ СССР. Была оснащена сетепрорезателем «Краб» на форштевне, позже демонтированным.

## История службы
В мае-июне 1939 года была переведена по Беломорско-Балтийскому каналу на Северный флот, до июня согласно приказу командующего Северным флотом называлась Щ-406, но приказом Наркомата ВМФ № 0063 от 16 июня 1939 года переименована в Щ-422, а 21 июня вошла в состав 3-го дивизиона бригады подводных лодок Северного флота.
За время Великой Отечественной войны Щ-422 совершила 15 боевых походов, провела в море 223 дня, совершила 18 торпедных атак с выпуском 42 торпед.
В последний поход Щ-422 вышла 30 июня 1943 года. Могла погибнуть в бою с противолодочными кораблями противника 5 июля, могла подорваться на минах, возможно, потоплена 8 июля глубинными бомбами с самолёта BV-138.
25 июля 1943 года удостоена звания гвардейской.

## Командиры
- 5 ноября 1937 — 22 июля 1938: В. П. Уткин
- 22 июля 1938 — 13 февраля 1939: Н. Н. Куликов
- 4 марта 1939 — 20 ноября 1940: В. С. Денисов
- 20 ноября 1940 — 13 июня 1942: Алексей Кирьянович Малышев
- 10 июня 1942 — июль 1943: Ф. А. Видяев

## Подтверждённые победы
- 12 сентября 1941 года одиночной торпедой потоплен немецкий транспорт «Ottar Jarl» (1459 брт).
- 12 сентября 1941 года одиночная торпеда попала в стоящий на якоре транспорт «Tanahorn» и не взорвалась.
- 26 января 1942 года взят в плен экипаж норвежского мотобота, оставленное судно потоплено артиллерией.